# Sart Tilman

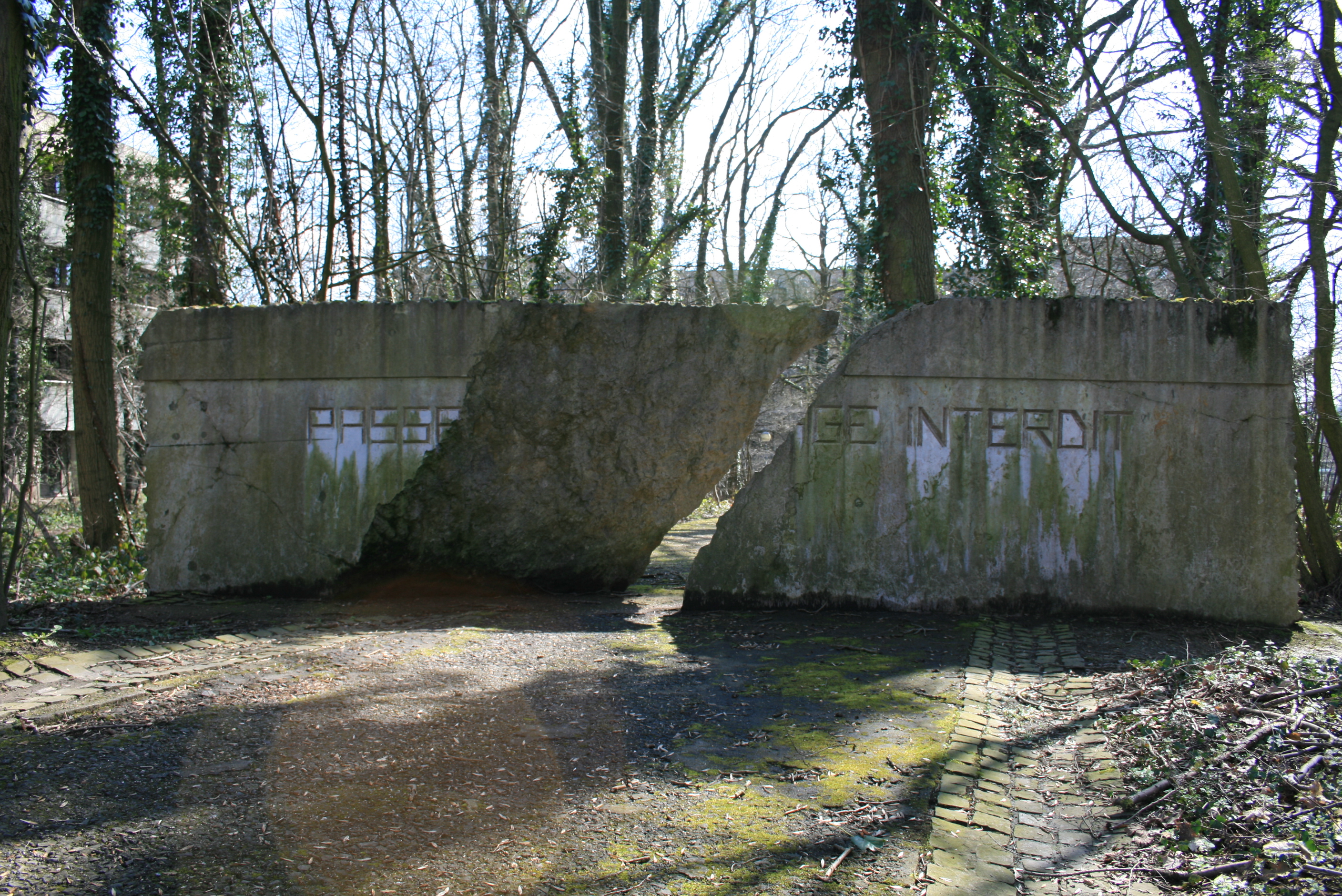
Rêve de pierre secrète (1985, TOUT) - Musée en Plein Air du Sart Tilman

Le Sart Tilman est un ancien village du sud de la ville de Liège situé entre les vallées de l'Ourthe et de la Meuse. Il fait partie de la section d'Angleur.
Le Sart Tilman est situé sur une colline éponyme partagée entre les territoires communaux des villes de Liège, et de Seraing pour le quartier de la Cense rouge. Le lieu faisait partie du territoire de la commune d'Angleur jusqu'à la fusion des communes de 1977.

## Description
Le lieu est connu pour être l'implantation principale de l'Université de Liège ainsi que d'un parc scientifique centré sur les biotechnologies et l'industrie spatiale. Ce campus a la particularité — qui le distingue des campus à l'anglo-saxonne — d'être dispersé en pleine nature, dans des zones boisées, les bâtiments constituant une couronne autour d'une vallée profondément échancrée. Claude Strebelle en est l'architecte-coordinateur entre 1961 et 1984. Un grand nombre des bâtiments constituent des pièces importantes pour l'histoire de l'architecture contemporaine. C'est notamment le cas de l'hôpital universitaire et du centre sportif, que l'on doit à Charles Vandenhove. Les architectes Bruno Albert, Roger Bastin, Jean Englebert, René Greisch, Pierre Humblet, André Jacqmain et Jean Maquet sont également intervenus au Sart Tilman. Depuis 1967, le domaine de l'Université abrite une collection de sculptures en plein air et d'œuvres d'art intégrées à l'architecture (Musée en Plein Air du Sart Tilman).
La colline accueille par ailleurs l'Académie Robert Louis-Dreyfus et ses terrains d'entraînement du Standard de Liège.
La colline est essentiellement boisée. Elle accueille cependant aussi la lande de Streupas et le château de Colonster, avec le parc de ce dernier, et un jardin botanique. Une partie importante de ces espaces a le statut de réserve naturelle. L'Université de Liège a ainsi contribué à maintenir un poumon vert d'une superficie importante aux abords de l'agglomération de Liège.
La colline est escaladée au cours de la course cycliste Liège-Bastogne-Liège (Côte du Sart Tilman ou Côte de la Roche-aux-faucons). L'ascension se fait généralement à partir de Tilff dans la vallée de l'Ourthe, et la descente vers Sclessin dans la vallée de la Meuse.
Depuis 1994, elle accueille une randonnée VTT nommée "VTT du Sart-Tilman" qui est organisée par l'ASBL Centre de la Jeunesse du Sart-Tilman au départ de la salle "Le Clos du Sart".

## Étymologie
Sart se réfère à un lieu où était pratiqué l'essartage, activité consistant à arracher le bois et les broussailles d'une terre pour la défricher.
On brûle le bois qui n'est pas récupérable et on répand la cendre afin de fertiliser le sol ainsi défriché.
Tilman est un nom de famille de la région.